# 奈特角
63°58′S 61°48′W / 63.967°S 61.800°W

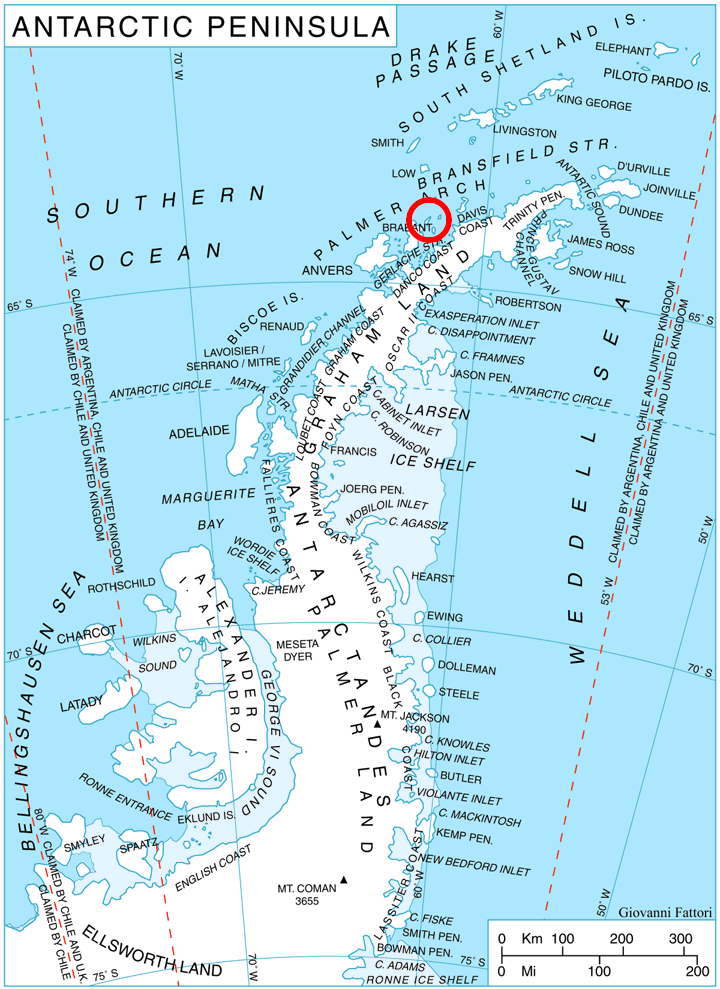

奈特角（英語：Neyt Point）是南極洲的海岬，位於帕默群島的列日島北端，處於穆羅角東南面1.9公里，由比利時探險隊發現，現時由南極條約體系管理。